# Saison 2023 du Fighting Irish de Notre Dame
Chronologie
Précédent Suivant
La Saison 2023 du Fighting Irish de Notre Dame est le bilan de l'équipe de football américain du Fighting Irish de Notre Dame qui représente l'Université Notre-Dame-du-Lac dans le championnat 2023 de Division 1 (anciennement I-A) du Football Bowl Subdivision (FBS) organisé par la NCAA.
Elle joue ses matchs à domicile au Notre Dame Stadium et est dirigée pour la deuxième saison consécutive par l'entraîneur principal Marcus Freeman (en).
Avec un bilan de 9 victoires et 3 défdaites en saison régulière, le Fighting Irish n'est pas qualifié pas pour le College Football Playoff mais remporte néanmoins 40 à 8, le Sun Bowl 2023 disputé face aux Beavers d'Oregon State.

## Avant-saison

### Saison 2022
L'équipe de 2022 termine la saison régulière avec un bilan de 9 victoires pour 4 défaites dont une victoire 45 à 38 contre les no 18 des Gamecocks de la Caroline du Sud à l'occasion du Gator Bowl joué à Jacksonville en Floride. Il terminent ainsi la saison classés n° 18 par l'Associated Press.

### Draft NFL 2023
Les joueurs suivants de Notre Dame ont été sélectionnés lors de la draft 2023 de la NFL :
| Tours | Choix numéro | Joueurs                | Postes | Équipes                       |
| ----- | ------------ | ---------------------- | ------ | ----------------------------- |
| 2     | 35           | Michael Mayer (en)     | TE     | Raiders de Las Vegas          |
| 2     | 40           | Isaiah Foskey (en)     | DL     | Saints de La Nouvelle-Orléans |
| 6     | 201          | Jarrett Patterson (en) | OL     | Texans de Houston             |

- Joueurs non sélectionnés (undraft) mais engagé après la draft :
  - Blake Grupe, K, Saints de La Nouvelle-Orléans ;
  - Brandon Joseph (en), S, Lions de Détroit ;
  - Josh Lugg, OL, Bears de Chicago ;
  - Chris Smith, DL, Lions de Détroit.

### Transferts sortants
- DB Jayden Bellamy transféré à Syracuse ;
- TE Cane Berrong transféré à Coastal Carolina ;
- K Josh Bryan est entré dans le portail des transferts ;
- QB Tyler Buchner transféré à Alabama ;
- RB Logan Diggs transféré à LSU ;
- LB Osita Ekwonu transféré à Charlotte ;
- OL Caleb Johnson transféré à SMU ;
- LB Prince Kollie transféré à Vanderbilt ;
- DL Jacob Lacey transféré à Oklahoma ;
- TE Barret Liebentritt transféré à Nebraska ;
- LS Alex Peitsch est entré dans le portail des transferts ;
- QB Drew Pyne transféré à Arizona State ;
- CB Philip Riley est entré dans le portail des transferts ;
- WR Lorenzo Styles transféré à Ohio State ;
- WR Joe Wilkins Jr. transféré à Miami (OH) ;

### Transferts entrants
- S Antonio Carter II transféré de Rhode Island.
- RB Devyn Ford transféré de Penn State.
- S Thomas Harper transféré d'Oklahoma State.
- QB Sam Hartman transféré de Wake Forest.
- DL Javontae Jean-Baptiste transféré d'Ohio State.
- K Spencer Schrader transféré de South Florida.

### Classe de recrutement
En date du 21 décembre 2022, l'entraîneur principal de Notre Dame a reçu 24 engagements d'étudiant-athlète :

### Changements d'entraîneurs
Départs :
- Tommy Rees devient coordinateur offensif à Alabama ;
- Harry Hiestand, entraîneur de la ligne offensive, a pris sa retraite ;
- Brian Mason, entraîneur des équipes spéciales, devient entraîneur des équipes spéciales des Colts d'Indianapolis de la NFL.

Arrivées :
- Gino Guidugli arrive de Cincinnati et devient l'entraîneur des quarterbacks ;
- Joe Rudolph arrive de Virginia Tech et prend le poste d'entraîneur de la ligne offensive ;
- Marty Biagi arrive d'Ole Miss et devient coordinateur des équipes spéciales.

## Programme de la saison 2023
| Dates                                                                                               | Adversaires      | Cl. ND | Cl. ND  | Cl. ND | Stades                                                                   | TV        | Résultat   | Assistance |
| --------------------------------------------------------------------------------------------------- | ---------------- | ------ | ------- | ------ | ------------------------------------------------------------------------ | --------- | ---------- | ---------- |
| Dates                                                                                               | Adversaires      | AP     | Coaches | CFP    | Stades                                                                   | TV        | Résultat   | Assistance |
| 26 août                                                                                             | Navy             | #13    | #13     | NP     | Aviva Stadium, Dublin, Ireland (Emerald Isle Classic, match de rivalité) | NBC       | G, 42 - 03 | 49 000     |
| 2 septembre                                                                                         | Tennessee State  | #13    | #13     | NP     | Notre Dame Stadium, Notre Dame, Indiana                                  | NBC       | G, 56 - 03 | 77 622     |
| 9 septembre                                                                                         | @ NC State       | #10    | #11     | NP     | Carter–Finley Stadium, Raleigh, NC                                       | ABC       | G, 45 - 24 | 56 919     |
| 16 septembre                                                                                        | Central Michigan | #09    | #11     | NP     | Notre Dame Stadium, Notre Dame, Indiana                                  | NBC       | G, 41 - 17 | 77 622     |
| 23 septembre                                                                                        | #6 Ohio State    | #09    | #09     | NP     | Notre Dame Stadium, Notre Dame, Indiana                                  | NBC       | P, 14 - 17 | 77 622     |
| 30 septembre                                                                                        | @ #17 Duke       | #11    | #13     | NP     | Wallace Wade Stadium, Durham, NC                                         | ABC       | G, 21 - 14 | 40 768     |
| 7 octobre                                                                                           | @ #25 Louisville | #10    | #11     | NP     | Cardinal Stadium, Louisville, KY                                         | ABC       | P, 20 - 33 | 59 081     |
| 14 octobre                                                                                          | #10 USC          | #21    | # 21    | NP     | Notre Dame Stadium, Notre Dame, Indiana (match de rivalité)              | NBC       | G, 48 - 20 | 77 622     |
| 28 octobre                                                                                          | Pittsburgh       | #14    | # 14    | NP     | Notre Dame Stadium, Notre Dame, Indiana                                  | NBC       | G, 58 - 07 | 77 622     |
| 4 novembre                                                                                          | @ Clemson        | #12    | #12     | #15    | Memorial Stadium, Clemson, S.C.                                          | ABC       | P, 23 - 31 | 81 500     |
| 18 novembre                                                                                         | Wake Forest      | #20    | #18     | #19    | Notre Dame Stadium, Notre Dame, Indiana                                  | NBC       | G, 45 - 07 | 77 622     |
| 25 novembre                                                                                         | @ Stanford       | #17    | #17     | #18    | Stanford Stadium, Stanford, CA (match de rivalité)                       | P12N (en) | G, 56 - 23 | 30 901     |
| Bilan de la saison régulière : 9 victoires, 3 défaites                                              |                  |        |         |        |                                                                          |           |            |            |
| # x indique les classements AP (Associated Press)/Coach'es/CFP de l'équipe avant le début du match. |                  |        |         |        |                                                                          |           |            |            |

| Match    | Date             | Stade    | Adversaire   | Résultat  | Statistique | Classements AP/Coaches/CFP | Assistance |
| Sun Bowl | 29 décembre 2023 | Sun Bowl | Oregon State | G, 40 - 8 | 10 - 3      | #? / #? / #?               | 48 233     |

### Encadrement
| Noms                | Postes                                                                     | Saisons à Notre Dame | Alma Mater (Année)                     |
| ------------------- | -------------------------------------------------------------------------- | -------------------- | -------------------------------------- |
| Marcus Freeman (en) | Entraîneur principal                                                       | 2e                   | Huber Heights Wayne High School (Ohio) |
| Gerad Parker        | Coordinateur offensif et entraîneur des tight-ends                         | 2e                   | Université du Kentucky                 |
| Gino Guidugli       | Coordinateur du jeu à la passe et entraîneur des quarterbacks              | 1re                  | Université de Cincinnati               |
| Deland McCullough   | Entraîneur des running backs                                               | 2e                   | Université Miami (Ohio)                |
| Chansi Stuckey      | Entraîneur des wide receivers                                              | 2e                   | Université de Clemson                  |
| Joe Rudolph         | Entraineur de la ligne offensive                                           | 1re                  | Université du Wisconsin à Madison      |
| Al Golden (en)      | Coordinateur défensif et entraîneur des linebackers                        | 2e                   | Red Bank Catholic High School (N.J.)   |
| Al Washington       | Coordinateur du jeu de course défensif et entraîneur de la ligne défensive | 2e                   | Boston College                         |
| Chris O'Leary       | Entraîneur des defensive backs et des safeties                             | 6e                   | ?                                      |
| Mike Mickens (en)   | Entraîneur des cornerbacks                                                 | 4e                   | Université de Cincinnati               |
| Marty Biagi         | Coordinateur des équipes spéciales                                         | 2e                   | ?                                      |
| Matt Balis          | Directeur de la performance                                                | 7e                   | Université de Northern Illinois (1996) |
| Ron Powlus (en)     | Assistant directeur sportif                                                | 4e                   | Université de Notre-Dame-du-Lac        |
| Olivia Mitchell     | Directrice des opérations football                                         | 4e                   | Université de Notre-Dame-du-Lac (2016) |

## Classement des équipes indépendantes
| Classement provisoire 2023 des équipes indépendantes |                              |   |   |   |                                                    |               |
| Places                                               | Équipes                      | G | P | N | Bowls                                              | Stat. Finales |
| 1                                                    | Fighting Irish de Notre Dame | 9 | 3 | 0 | Victoire 40-8 au Sun Bowl 2023 face à Oregon State | 10 - 3        |
| 2                                                    | Black Knights de l'Army      | 5 | 6 | 0 | Non éligible                                       | 05 - 6        |
| 3                                                    | Huskies du Connecticut       | 3 | 9 | 0 | Non éligible                                       | 03 - 9        |
| 3                                                    | Minutemen d'UMass            | 3 | 9 | 0 | Non éligible                                       | 03 - 9        |

## Classement de l'équipe en cours de saison
| 2023 | Semaines | Semaines | Semaines | Semaines | Semaines | Semaines | Semaines | Semaines | Semaines | Semaines | Semaines | Semaines | Semaines | Semaines | Semaines | Semaines |
| --- | -------- | -------- | -------- | -------- | -------- | -------- | -------- | -------- | -------- | -------- | -------- | -------- | -------- | -------- | -------- | -------- |
| Polls | Pré.     | 1        | 2        | 3        | 4        | 5        | 6        | 7        | 8        | 9        | 10       | 11       | 12       | F.C.     | Bowls    | Final*   |
| AP | 13       | 10       | 9        | 9        | 11       | 10       | 21       | 15       | 14       | 12       | 22       | 20       | 17       | 16       | 15       | 14       |
| Coaches | 13       | 11       | 11       | 9        | 13       | 11       | 21       | 18       | 14       | 12       | 22       | 18       | 17       | 16       | 16       | 14       |
| C.F.P | NE       | NE       | NE       | NE       | NE       | NE       | NE       | NE       | NE       | 15       | 20       | 19       | 18       | 17       | 16       | NE       |
| Légende : NE signifie que le classement n'est PAS PUBLIÉ - - NC signifie que l'équipe est NON CLASSÉE dans le top 25 des divers classements # indique le ranking de l'équipe AVANT le match de la semaine - - * classement final APRES l'éventuel Bowl ou les matchs du CFP |          |          |          |          |          |          |          |          |          |          |          |          |          |          |          |          |